# Sarangani
Sarangani é um província de  segunda classe de renda da província (d) na região Soccsksargen (Região XII), nas Filipinas. De acordo com o censo de 1 de maio  de  2020 possui uma população de 558 946 pessoas e 133 865 domicílios.
A sua capital é Alabel.

## Subdivisões
Municípios
- Alabel
- Glan
- Kiamba
- Maasim
- Maitum
- Malapatan
- Malungon